# Wasserschloss Weißdorf

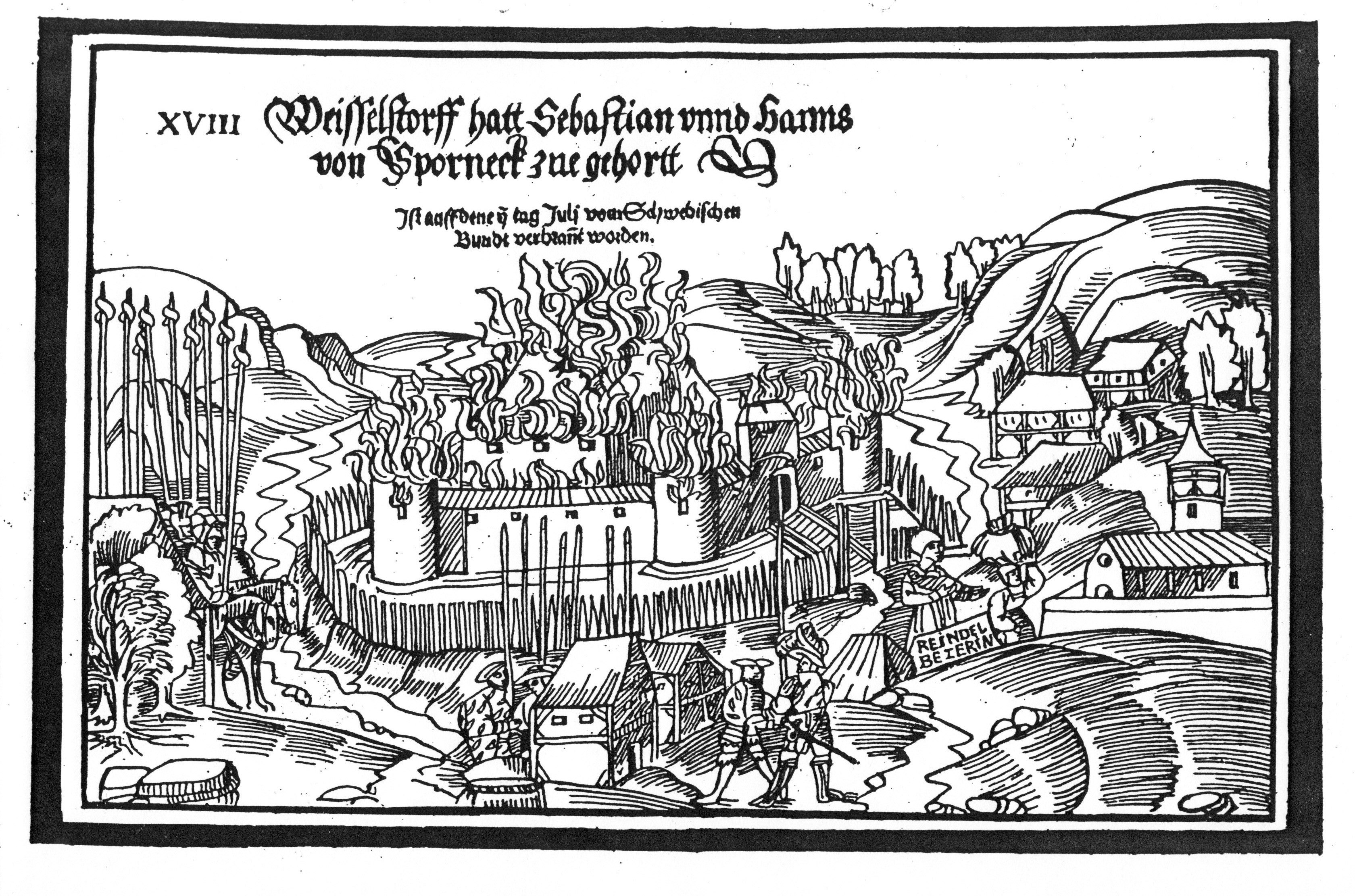
Das Schloss während der Zerstörung. Auf dem Bild ist die Frau des Sebastian von Sparneck mit einem Neugeborenen erkennbar.

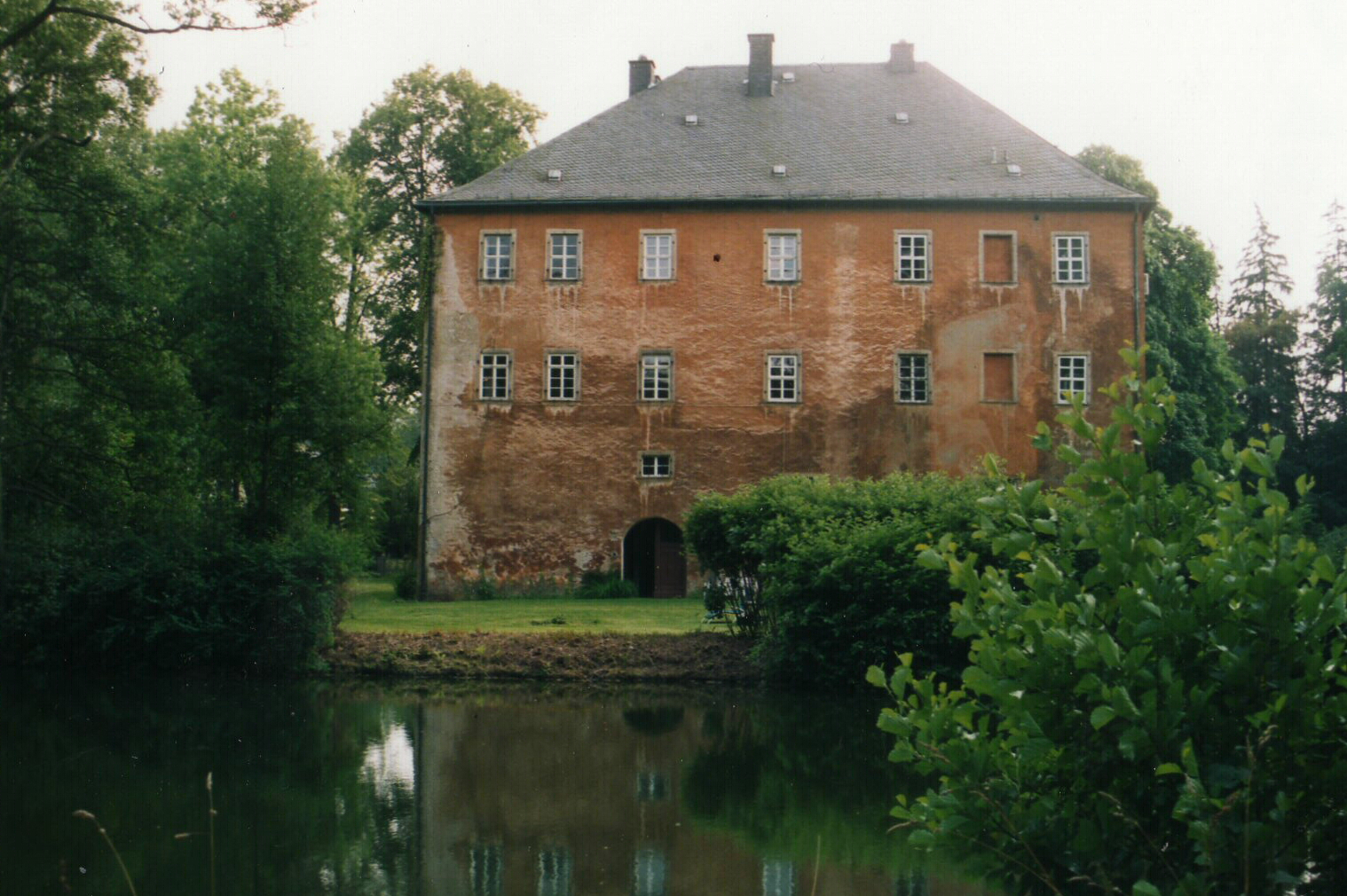
Die Rückseite des Schlosses

Das Wasserschloss Weißdorf, auch Burg Weißdorf genannt, ist ein Wasserschloss in Weißdorf, einer Gemeinde im oberfränkischen Landkreis Hof in Bayern.
Der Rittersitz wurde gegründet von der Familie von Sparneck und gehörte über Jahrhunderte zum Stammgebiet des Geschlechtes.

## Gründung und Herrschaft der Sparnecker
Die Burganlage wurde am 13. Juli 1364 erstmals urkundlich erwähnt. Sie war im Besitz der Familie von Sparneck, die über Jahrhunderte über ein Gebiet, das etwa dem ehemaligen Landkreis Münchberg entsprach, herrschte. Ein bedeutender Vertreter der Familie war Hans II. von Sparneck als Hofmeister und Marschall des Burggrafen Friedrich V. von Nürnberg und Amtmann in Hof (Saale). Er unterstellte den Allodialbesitz in Weißdorf dem Burggrafen und erhielt ihn als Lehen zurück. Sein Sohn Hans III. von Sparneck war Ritter und Amtmann von Münchberg. Um 1430 griffen die Hussiten den Rittersitz an. Im 16. Jahrhundert ging der Einfluss des Geschlechtes zurück. Sebastian von Sparneck trat als Raubritter und Helfer des Hans Thomas von Absberg in Erscheinung, was 1523 zur Zerstörung der Burganlage durch den Schwäbischen Bund führte.

## Das Schicksalsjahr 1523
Bevor sich das Heer des Bundes aufmachte um insgesamt 23 „Raubnester“ (allein fünf davon waren im Besitz der Sparnecker) zu vernichten, gab man den Helfern des Absbergers die Chance, sich durch einen Eid von der Mittäterschaft loszusagen. Dieser Prozess begann am 26. April 1523 und wird als Bundestag zu Nördlingen bezeichnet. Einige der Adeligen leisteten diesen Eid, doch der Großteil kam entweder überhaupt nicht oder wurde, wie die Sparnecker, nicht zum Eid zugelassen.
Am 16. Juni setzte sich das Heer des Bundes, das angeblich aus 10.000 Fußsoldaten und 1.000 Reitern bestand, die 100 Kanonen und 40 Büchsen mit sich führten, in Bewegung. Dieses Heer hatte den Auftrag, insgesamt 23 Burgen der Helfer des Absbergers zu „zerreißen, verbrennen und abzutun“. Darunter waren neben Weißdorf die Schlösser in Gattendorf, in Sparneck auf dem Waldstein und die Uprode bei Münchberg. Am Mittwoch, den 8. Juli 1523, trafen die Streitkräfte in der Sparnecker Gegend ein. Während die stolzen Vesten Sparneck, Waldstein und Uprode brennend in sich zusammenstürzten, erfüllte sich auch das Schicksal des Schlosses in Weißdorf.
Als die Truppen das, wie sie glaubten, verlassene Schloss sprengen wollten, fanden sie die Frau des Sebastian von Sparneck mit Wehen im Kindbett liegen. Sie glaubte wahrscheinlich, dass sie durch ihr Bleiben die Zerstörung der Behausung aufhalten könnte. Der Feldführer ließ einen Teil der Hakenbüchsenschützen im Schloss zurück und befahl ihnen, es nach der Geburt des Kindes zu sprengen. Die Frau verließ allerdings schon vorher ihr Kindbett mit den Worten: „Wenn es denn sein muss, so will ich es nicht aufhalten.“ Daraufhin wurde am 12. Juli 1523 das Schloss in Weißdorf gesprengt.
Mit dem Heer des Bundes zog der Kriegsberichterstatter Hans Wandereisen, der Holzschnitte von den brennenden Burgen anfertigte. Er malte auch die Talfestung Weißdorf bei ihrem Untergang. Die stark befestigte Anlage, die aus einem Haupthaus und einer starken Umfassungsmauer bestand, wird als von einem Wassergraben umgeben und von einem Palisadenzaun gesichert dargestellt. Eine Zugbrücke führte über den Graben zum Haupttor, das von einem Torhaus aus bewacht wurde. Um das Schloss herum gruppierten sich die Häuser und die Kirche St. Maria mit ihrem auffallenden Turm.

## Die weitere bauliche Entwicklung zum Schloss
Das Wasserschloss in Weißdorf war der einzige Besitz der Sparnecker, der nach dem Feldzug des Bundes 1543 wieder aufgebaut wurde. Dabei verlor die ursprüngliche wehrhafte Anlage ihren Verteidigungscharakter und ist heute ein kleines barockes Landschloss. 1606 wurde das Schloss renoviert und um ein weiteres Geschoss erhöht. 1775 wurde der innere Graben aufgefüllt und 1875 wurden Ringmauer und Turm abgebrochen. 1853 kaufte es der königlich-sächsische Amtsrat Louis Leuckart aus Dresden. Die Familie wurde 1879 in den erblichen Freiherrenstand des Königreiches Bayern erhoben und nennt sich seitdem Leuckart von Weißdorf. Das Schloss befindet sich noch im Besitz der Familie; Besichtigungen sind nicht möglich.